# Coercition
Vous pouvez partager vos connaissances en l’améliorant (comment ?) selon les recommandations des projets correspondants.
La coercition est l'utilisation de la force, de la menace, violence ou de la pression pour contraindre une personne à agir d'une certaine manière, souvent contre sa volonté,. Elle existe notamment par contrainte physique ou psychologique. En droit pénal, on parle d'un délit de contrainte.  
Elle peut se manifester dans divers contextes, notamment, : 
- Coercition physique : Elle implique la menace ou l'usage de la violence
- Coercition psychologique : Utilise la manipulation, la peur ou la pression émotionnelle pour influencer le comportement
- Coercition économique : Elle consiste à faire une pression, financière ou économique pour forcer une personne à agir d'une certaine façon

Elle peut être considérée comme une violation des droits de l'homme, car elle nie la liberté de choix et d'autonomie d'un individu, C'est une infraction pénale, dans un cadre légal, la coercition est illégale et peut mener à des sanctions pénale dans différents pays.  

## L’État et la coercition
Philosophie et sociologie ont théorisé la notion d’autorité légale, dont certaines perspectives considérent l’État comme seule entité des sociétés nationales qui en principe peut utiliser la coercition pour assurer une « discipline légale » parmi ses membres.
Dans Les Règles de la méthode sociologique, Émile Durkheim explique : « Les faits sociaux consistent en des manières d'agir, de penser et de sentir extérieures à l'individu et qui sont douées d'un pouvoir de coercition en vertu duquel ils s'imposent à lui [...] Un fait social se reconnaît au pouvoir de coercition externe qu'il exerce ou est susceptible d'exercer sur les individus ».
L'usage légitime de la force de la part d'une autorité peut exister :
- dans le cadre du pouvoir exécutif : par exemple les forces de l'ordre interdisent l'accès à un lieu public (pour une compétition cycliste) ou font évacuer des logements privés (pour une opération de déminage) ; ou encore, c'est par la force que les impôts impayés seront recouvrés ;
- dans le cadre du pouvoir judiciaire : au pénal, un délinquant est puni d'une peine d'incarcération, ou d'une amende, qui va être recouvrée par la force si c'est nécessaire ; et dans un litige, la sentence du juge sera exécutée avec l'aide d'un huissier ou même de la force publique.

On parle aussi de coercition au sein des régimes totalitaires. Afin de contraindre une population d'adhérer à une idéologie, la coercition peut être imposée par la violence, la répression, la terreur, considérés alors comme des instruments légitimes.